# Ђуро Чагоровић
Ђуро Чагоровић (Мартинићи, код Даниловграда, 14. септембар 1904 — Титоград, 27. новембар 1987) био је учесник Народноослободилачке борбе, друштвено-политички радник Народне Републике Црне Горе и народни херој Југославије.

## Биографија
Рођен је 14. септембра 1904. године у Мартинићима, код Даниловграда. Потицао је из сељачке породице. Основну школу завршио је у Спужу, а два разреда ниже гимназије у Даниловграду. 
За време Првог светског рата, 1916. године, заједно с породицом био је интерниран од стране аустроугарских окупационих власти у логор у Мађарској, где је остао до краја рата. После завршетка рата, вратио се у родни крај, где је почео да учи каменорезачки занат и потом да ради као приватни мајстор. 
Веома рано се укључио у рад револуционарне радничке омладине, а марта 1931. године био је примљен је у чланство Комунистичке партије Југославије (КПЈ). Од тада је учествовао у свим акцијама које КПЈ организовала на територији подгоричког и даниловградског среза. Био је секретар партијске ћелије у своме месту, па секретар Општинског бироа КПЈ у јеленачкој општини, а од 1938. године је био организациони секретар Месног комитета КПЈ за Даниловград. Због свог револуционарног рада, више пута је био хапшен и затваран на краћи временски период.
Као војник Југословенске војске, учествовао је у Априлском рату, 1941. године. После капитулације, избегао је заробљавање и вратио се кући. Као организациони секретар Месног комитета КПЈ у Даниловграду, радио је у партијској организацији даниловградског среза припремајући народ за отпор окупатору. Организовао је прикупљање и складиштење оружја у свом крају. Радиo је на војно-политичким припремама устанка и на обучавању омладине у руковању оружјем. 
У Тринаестојулском устанку је учествовао као организатор борбе у свом крају. Руководио је акцијом за ослобођење Спужа и био један од организатора напада на Даниловград и одбрамбених борби на Вељем брду. Непосредно после устанка био је политички комесар Мартинићког герилског одреда. У борби на Јелином Добу, 18. октобра 1941. године, учествовао је као политички комесар батаљона „Бијели Павле“. 
У бици на Пљевљима, 1. децембра 1941. године, с батаљоном „Бијели Павле“, као политички комесар, учествује у заузимању утврђења Мали Богишевац. Потом је из Санџака враћен по задатку и постављен за политичког комесара одреда „Бијели Павле“. Током зиме 1941/1942. године радио је на организовању партизанских јединица и руководо је акцијама у даниловградском срезу. 
Био је учесник је Скупштине црногорских родољуба у манастиру Острогу 8. и 9. фебруара 1942. године. У борбама 9. марта 1942. био је рањен код манастира Острога. После извесног времена био је пребачен у болницу на Жабљаку, где је био оперисан. Приликом формирања Четврте црногорске ударне бригаде, био је постављен за политичког комесара Трећег батаљона. Са овим батаљоном истакао се у борбама на Горњем Вакуфу, Бугојну и Купресу. 
Од септембра 1942. године био је члан Штаба Четврте црногорске ударне бригаде. Учесник је Првог заседања АВНОЈ-а у Бихаћу, новембра 1942. године. После тога, као већник АВНОЈ-а, радио је на организацији народне власти. У току Четврте непријатељске офанзиве радио је на збрињавању збегова народа и обезбеђењу смештаја, прехране и преноса рањеника. 
Уочи битке на Сутјесци, маја 1943. године на ослобођеној територији је радио на мобилизацији нових јединица и организовању позадине. Учествује у бици на Сутјесци и с јединицама се пробија у источну Босну. После капитулације Италије, септембра 1943. године био је постављен за политичког комесара Друге команде подручја, где је радио до ослобођења Црне Горе. 
На првом заседању ЗАВНО Црне Горе и Боке, одржаном у Колашину, новембра 1943. године изабран је за већника. Учествовао је и на Оснивачкој конференцији Народноослободилачког фронта Црне Горе, одржаној у Колашину 16. јула 1944. године и био изабран за члана Главног одбора. 
После ослобођења Црне Горе, налазио се на разним одговорним дужностима: 
- председник комисије за ратну штету
- председник Управе за цене у првој Влади Црне Горе
- председник Главног одбора Здруженог савеза Црне Горе
- секретар Президијума Народне скупштине НР Црне Горе
- председник Народне скупштине НР Црне Горе, од 1949. до 1953. године
- члан Извршног већа Скупштине НР Црне Горе
- члан Главног одбора Народноослободилачког фронта Црне Горе
- члан Главног одбора Социјалистичког савеза радног народа Црне Горе
- председник удружења Ратних војних инвалида Црне Горе
- члан Централног одбора Ратних војних инвалида Југославије
- члан Председништва Републичког одбора СУБНОР-а Црне Горе
- члан Централног одбора СУБНОР-а Југославије

Више пута је био биран за републичког посланика и члана Централног комитета Савеза комуниста Црне Горе. Пензионисан је 1963. године. Имао је чин мајора ЈНА у резерви.
Умро је 27. новембра 1987. у Титограду, а сахрањен је у родном месту.
Носилац је Партизанске споменице 1941. и других југословенских одликовања, међу којима су Орден народног ослобођења, Орден заслуга за народ са златном звездом, Орден братства и јединства са златним венцем и др. Орденом народног хероја одликован је 27. новембра 1953. године.